# Stenograf Polski
Stenograf Polski – dwumiesięcznik, później miesięcznik (nie ukazujący się w lipcu i sierpniu) Zarządu Głównego Stowarzyszenia Stenografów i Maszynistek w Polsce (SSIM), poświęcony problematyce stenotypii i prac biurowych. 
Czasopismo było wydawane w Warszawie od 1922, po przerwie wojennej tytuł wznowiono w 1947 i kontynuowano do 1989. Adresowano je  do pracowników administracji, stenografów, maszynistek. Publikowało ćwiczenia dla stenografów, stenogramy i teksty ćwiczebne dla maszynistek. Redakcja mieściła się w Warszawie przy ul. Wawelskiej 59, następnie przy ul. Śniadeckich 23.